# Atletiek op de Paralympische Zomerspelen 2024 - 800 m vrouwen T53
De 800 meter voor vrouwen klasse T53 op de Paralympische Zomerspelen 2024 vond plaats van op 1 september in het Stade de France. Deze klasse is voor atletes met onderbreking van de zenuwen in de lagere delen van de rug, met normaal gebruik van armen en handen, geen of beperkte rompfunctie en geen beenfunctie. De winnares van 2020 was Madison de Rozario uit de Australië, zij werd in 2024 opgevolgd door de Zwitserse Catherine Debrunner. De Britse Samantha Kinghorn behaalde het zilver en Zhou Hongzhuan uit China won de bronzen medaille.

## Records
Voorafgaand aan het toernooi waren dit het wereldrecord en het Paralympisch record.
| Wereldrecord        | Zwitserland Catherine Debrunner | 1:37.96 | Sharjah | 4 februari 2024  |
| Paralympisch record | Australië Madison de Rozario    | 1:45.99 | Tokio   | 29 augustus 2021 |

### Finale
| Rang   | Naam                | Naam | Tijd    | Bijz. |
| ------ | ------------------- | ---- | ------- | ----- |
| Goud   | Catherine Debrunner | SUI  | 1:41.04 | PR    |
| Zilver | Samantha Kinghorn   | GBR  | 1:42.96 |       |
| Brons  | Zhou Hongzhuan      | CHN  | 1:46.83 |       |
| 4      | Hamide Dogangun     | TUR  | 1:51.70 | SB    |
| 5      | Gao Fang            | CHN  | 1:51.81 | PB    |
| 6      | Angela Ballard      | AUS  | 1:56.83 |       |
| 7      | Chelsea Stein       | USA  | 2:11.91 |       |